# 國立臺灣大學地理環境資源學系
國立臺灣大學地理環境資源學系，簡稱臺大地理系，1955年在臺灣大學成立時為臺灣各大學中首個以「地理系」為名的系所。臺大地理系在教學方面以理論與實務並重，大部分的課程皆有實習課。在研究方面，經費主要來自於政府機構，教師會根據其專長研究現代社會與環境問題。現今地理系系館位於原行政院原子能委員會舊館。

## 沿革

### 地理學系
1946年臺灣省立師範大學成立時臺灣就已有歷史與地理合併在一起的史地學系，但當時隸屬於文學院，較偏重於人文方面的研究。直到中國地理學會張其昀擔任教育部長時，其與高教司長孫宕越同為地理學者，有鑑於國內當時的地理學高等教育與國際學術間存在落差，臺灣大學才在教育部長要求下勉強成立地理學系，當時為臺灣各大學首個以「地理學系」為名的系所。1955年8月臺灣大學新設地理學系，一改過去臺灣大學地球科學領域由地質系獨撐的局面，並因教育部長以補助款要求地理學系設於理學院，因此直到今日都隸屬於理學院。
台大地理系創系時，下設地理學、氣象學二組。由於國共內戰時，竺可桢等大部分氣象學者選擇滯留於中國大陸，當時要在臺灣成立氣象科系並不容易，直到張其昀讓地理學系「偷渡」氣象學，甚至系所英文名稱直接稱為，臺灣戰後的氣象學研究才得以得到開展。1972年氣象學組才獨立為大氣系。
1981年及1989年，分別設立地理學研究所及博士班。王洪文擔任地理系系主任時，農學院提案成立「資源系」，但農學院計畫聘請的教授只有一位屬於農學院，多位教授來自地理系，若資源系成立將與地理系過於重疊，因此王洪文極力反對該系成立。為避免未來有後顧之憂，地理系隔年即向教育部提案設立研究所，教育部核准通過。

### 地理環境資源學系
2000年，台大地理系之系名更名為「地理環境資源學系」，並增設碩士在職專班。2015年，碩士在職專班暫時停止招生。

## 教學
地理系近年的招生人數有略為增加的情況，主要來自於碩士班招生人數增加，大學部人數則因錄取人數不變，變化不明顯。大學部新生主要透過個人申請及分科測驗（原指定科目考試）錄取，兩者的招生對象有逐漸從二類組轉向一類組的趨勢。研究所學生則是透過學校舉行的甄試或研究所考試錄取。
臺大地理系在教學上以理論與實務並重，在大部分的課程皆配有講義與實習。在學程規劃上，根據系上的教師專長、系所發展特色及社會發展的需要，針對自然地理學、人文地理學、地理學方法與技術（如地圖學、地理資訊系統、遙測學等）、區域地理學等面向輔導學生在地理學上建立專精領域。與同校其他系所相比，地理系的最大特色在於強調走向大自然和社會中，從事實際的觀察，進而體會到各樣的地理現象。每年校方皆補助地理系野外實習經費，以大自然或社會為實體進行資料的調查與蒐集。

## 研究領域
臺大地理系專任教師之學術研究重點可略分為理論基礎及技術研究兩大類。專長於自然地理方面者，探討地形、氣候、生態等問題，研究主題包括氣候變遷、集水區經營管理、海岸規劃等；專長於人文地理者則探討社會、區域、都市等問題，研究主題包括都市與交通問題、區域發展、原住民的適應等現代社會問題。
教師的研究經費主要來自政府機構。依據2002年的資料顯示，經費來源分散自科技部（今改制為國科會）、行政院農業委員會（今改制為農業部）、各縣市政府等政府機構。

## 系館

### 1959-2003年：小黃樓

#### 歷史

博雅教學館（白色建物）原址為小黃樓，小黃樓面朝南方（圖片左方），面向普通教室，從現今博雅教學館及普通教學館間的道路也可見該處的清靜與旁邊小福樓前的熱鬧形成對比

1955年地理系成立時繼承臺北帝國大學氣象學講座基地氣象館及前方的氣象觀測坪，以創立時的人數與眼光空間不小。之後曾經借用舊總圖書館靠操場一排的空間（樂學館）上課。1959年普通教室旁心理系鄭發育教授設計的黃樓以理學院之名落成，成為地理系、心理系、與理學院辦公室之共用館舍。地理系系館搬遷到黃樓，但仍保有氣象館的空間。一同搬入黃樓的心理系原本亦無獨立系館，但因圖書館館長兼心理系教授的蘇薌雨要求新建館舍劃分一部分給心理系，因此西側劃給地理系，東側劃給心理系使用。理學院辦公室和會議室也從地質系館搬入小黃樓。1972年以氣象館為系館的大氣系獨立遷出，地理系空間只剩小黃樓的一半部分。
隨著學生人數增加，空間需求增大，心理系系主任同地理系系主任向學校爭取興建新館。1982年心理系新館落成，心理系未完全從黃樓遷出，使兩系發生些微紛爭。1984年理學院綜合實驗大樓完工後理學院辦公室搬離小黃樓，待心理學系南館也落成後，1990年地理系才獲得全部的空間。到了21世紀，小黃樓已超過40年的使用期限，屬於危險建築物，據地理系范允安老師所述，小黃樓的天花板除了常漏水外曾經塌落，且自普通大樓落成後，外人常找不到地理系的位置，故地理系擬覓地興建新館或爭取未來收回之國立編譯館或原子能委員會校地。
2003年地理系遷出小黃樓，小黃樓則移交文學院臺文所與東亞文明研究中心使用。之後則因全校教室空間缺乏，文學院系所重回洞洞館基地規劃（人文大樓）等因素，校方計畫在小黃樓基地興建教學大樓。小黃樓基地位置能與其他教學大樓形成一個良好的學習網絡，2009年教學大樓開工，2010年教學大樓命名為「博雅教學館」，2011年完工。

#### 建築
小黃樓位於現今之博雅教學館基地。小黃樓沒有正式的名稱，在書籍中常以使用單位來稱呼，例如在地理系遷出前常被稱作「地理系館」。除此之外，因為建成的時候原本外觀為灰色，但後來為了防水及美觀等因素改漆成黃色，因此常被師生稱為「小黃樓」。
小黃樓如其他戰後初期營建的建築物一樣大致沿用帝大時期建築樣式，保持南北向座落、三四階高度之基座，高度不超過三樓，但原有配置上的群體街廓概念已不存在。在建築兩翼的收頭裝飾上約略沿用日治時期的手法，但在各開口邊緣（如窗、門）及構件組合處的細部裝飾則被取消。建築大廳的模式被繼續沿用，門廊則被忽略，換言之，內外空間的轉換已簡化。

### 2003年後：原子能委員會大樓

原為行政院原子能委員會大樓，左棟有門廊者為舊館，現為地理系使用，右棟為新館，供大氣系及華南銀行使用

1966年開始，隨著臺灣的社會逐漸穩定下來，在臺北市地狹人稠的情況下，外界機構陸續與臺灣大學簽訂契約，在尚未有具體計劃的臺大校地上興建一批與校方無實質關係的建築物。在當時之政治局勢下，公家機關彼此間經常如此，原子能委員會大樓即是一例。若僅衡量校外單位對校園發展的影響，當時原子能委員會一樓雖為物理系使用，但與教學研究上無實質之關係，未來將面對與僑光堂及國立編譯館相同的問題，切斷管理學院與農學院的聯繫，干擾校內活動進行，單位本身使用亦感不便，故待終止協議收回校地。
朱子豪擔任地理系主任時對小黃樓外的新系館爭取非常積極，但直到林俊全擔任系主任時才剛好有原子能委員會的地空出來。原子能委員會與臺大契約至2002年11月底，並在9月如期將房地交還。2003年地理系搬遷至舊原子能委員會大樓，小黃樓則移交臺文所與東亞文明研究中心使用。搬遷後地理系實際可使用空間約1,861平方公尺，主要用在研究及教學上。每位專任教師皆有單獨之研究室，並設有多間主題研究室，學生主要活動空間以一樓大廳及閱覽室為主。

### 地科大樓 （規劃中）
原子能委員會歸還之舊館實際使用空間僅630坪，無法解決地理系空間狹小之短期問題。因應地科各學門之共同發展性，地理系擬與大氣系、地質系聯合申請興建地科大樓，並釋放原有系館空間。

## 對外交流

### 校際選課
臺灣大學地理環境資源學系與國立臺灣師範大學地理學系、環境教育研究所、國立中興大學水土保持學系、國立臺北大學都市計劃研究所、不動產與城鄉環境學系、國立政治大學地政學系、國立臺北教育大學社會與區域發展學系等七系所簽訂校際選課協議。

### 國際合作
臺大地理系與德國柏林自由大學、奧地利維也納自然資源與生命科學大學、日本富山大學等多所外國學校簽訂合作協議。系上鼓勵學生融入國際社群，教師亦會策畫海外暑期課程與雙邊課程，提供學生海外實察與參訪國外大學的機會。

## 歷任系主任
|    | 姓名   | 任期                 | 備註                       |
| -- | ------ | -------------------- | -------------------------- |
| 1  | 薛繼壎 | 1955年8月－1962年7月 | [ 5 ]                      |
| 2  | 林紹豪 | 1962年8月－1966年7月 |                            |
| 3  | 亢玉瑾 | 1966年8月－1972年7月 |                            |
| 4  | 王秋原 | 1972年8月－1978年7月 |                            |
| 5  | 王洪文 | 1978年8月－1984年7月 |                            |
| 6  | 張長義 | 1984年8月－1990年7月 |                            |
| 7  | 張石角 | 1990年8月－1991年7月 |                            |
| 8  | 姜蘭虹 | 1991年8月－1994年7月 |                            |
| 9  | 孫志鴻 | 1994年8月－1997年7月 |                            |
| 10 | 朱子豪 | 1997年8月－2000年7月 |                            |
| 11 | 林俊全 | 2000年8月－2006年7月 | 改名為「地理環境資源學系」 |
| 12 | 周素卿 | 2006年8月－2009年7月 |                            |
| 13 | 賴進貴 | 2009年8月－2012年7月 |                            |
| 14 | 徐進鈺 | 2012年8月－2015年7月 | [ 5 ]                      |
| 15 | 林楨家 | 2015年8月－2018年7月 | [ 24 ]                     |
| 16 | 溫在弘 | 2018年8月－2021年7月 |                            |
| 17 | 黃誌川 | 2021年8月－2024年7月 | [ 24 ]                     |
| 18 | 黃倬英 | 2024年8月－現任      |                            |

## 出版品
臺灣大學地理學系於1962年首開發行《國立台灣大學理學院地理學系研究報告》，1992年更名為《地理學報》（半年刊）。

## 註解
1. ↑  1962年史地學系才拆分為歷史學系及地理學系[3]。
2. ↑  兩翼的收頭在視覺上能使其內部所乘載之空間量體以較明確且穩定的形式被包覆與界定，如在帝大時期建構的椰林大道兩側建物常在建築兩翼終端將牆面突出達到視覺上較安定的效果[17]。
3. ↑  閻振興、錢思亮兩位校長曾先後擔任行政院原子能委員會（簡稱原能會）主任委員。虞兆中接任校長後，閻振興即回原能會接續錢思亮再次擔任主任委員[18][19]。
4. ↑  原子能委員會大樓實際興建年份待考，約興建於1971年至1979年間[17]。
5. ↑  目前台大地理系有四個系研究中心：自然地理實驗室、地理資訊研究中心、圖書室、國土監測中心，以及八間主題研究室，分別為：環境生態實驗室、地表-大氣交互作用研究室、地理計算科學研究室、臺灣地形研究室、生態系統生態學研究室、自然與社會關係研究室、運輸與社會研究室、Surface and Crustal Dynamic Lab。

## 外部連結
- 台大地理系官網 （页面存档备份，存于）